# شوتا ايزاوا
شوتا ايزاوا (باليابانية: 相澤祥太) هو لاعب كرة قدم ياباني في مركز الوسط، ولد في 19 أبريل 1996 في طوكيو في اليابان.

## وصلات خارجية
- شوتا ايزاوا على موقع رابطة كرة القدم اليابانية للمحترفين (اليابانية)
- شوتا ايزاوا على موقع Soccerway.com (الإنجليزية)